# Pierwomrówka łagodna
Pierwomrówka łagodna (Formica fusca) – gatunek mrówki z podrodziny Formicinae o zasięgu palearktycznym, pospolicie występujący w Europie.

## Występowanie
Zasięg występowania obejmuje obszar Palearktyki, od Portugalii na zachodzie, do Japonii na wschodzie i od Włoch na południu, do Półwyspu Fennoskandzkiego na północy. Pierwomrówka łagodna gniazduje z reguły w próchniejących pniach, pod kamieniami na obszarach zrębu, oraz wzdłuż granic lasów i żywopłotów. 
Pierwomrówki łagodne żywią się małymi owadami, spadzią mszyc i nektarem roślin. Uskrzydlone formy wykluwają się na przełomie czerwca i lipca, a rójka odbywa się na przełomie lipca i sierpnia.
U robotnic odkryto bardzo wysoką odporność na niektóre patogeny i uważa się, że może to być spowodowane wykorzystywaniem antybakteryjnych własności kwasu mrówkowego F.fusca, oprócz używania przez nie gruczołu metapleuralnego.
W ostatnich badaniach zaobserwowano oznaki nepotyzmu u F. fusca co kontrastuje z wcześniejszymi badaniami z innymi gatunkami mrówek; ta konkluzja została jednakże podważona – zaobserwowana zależność mogła wynikać z różnic między żywotnością jaj.

## Podgatunki
U Pierwomrówki łagodnej wyodrębniono 6 podgatunków:
- Formica f. alpicola Gredler, 1858
- Formica f. fusca Linnaeus, 1758
- Formica f. fuscolemani Samsinak, 1951
- Formica f. hyrcana Arnol'di, 1968
- Formica f. fusca maura Santschi, 1929
- Formica f. tombeuri Bondroit, 1917

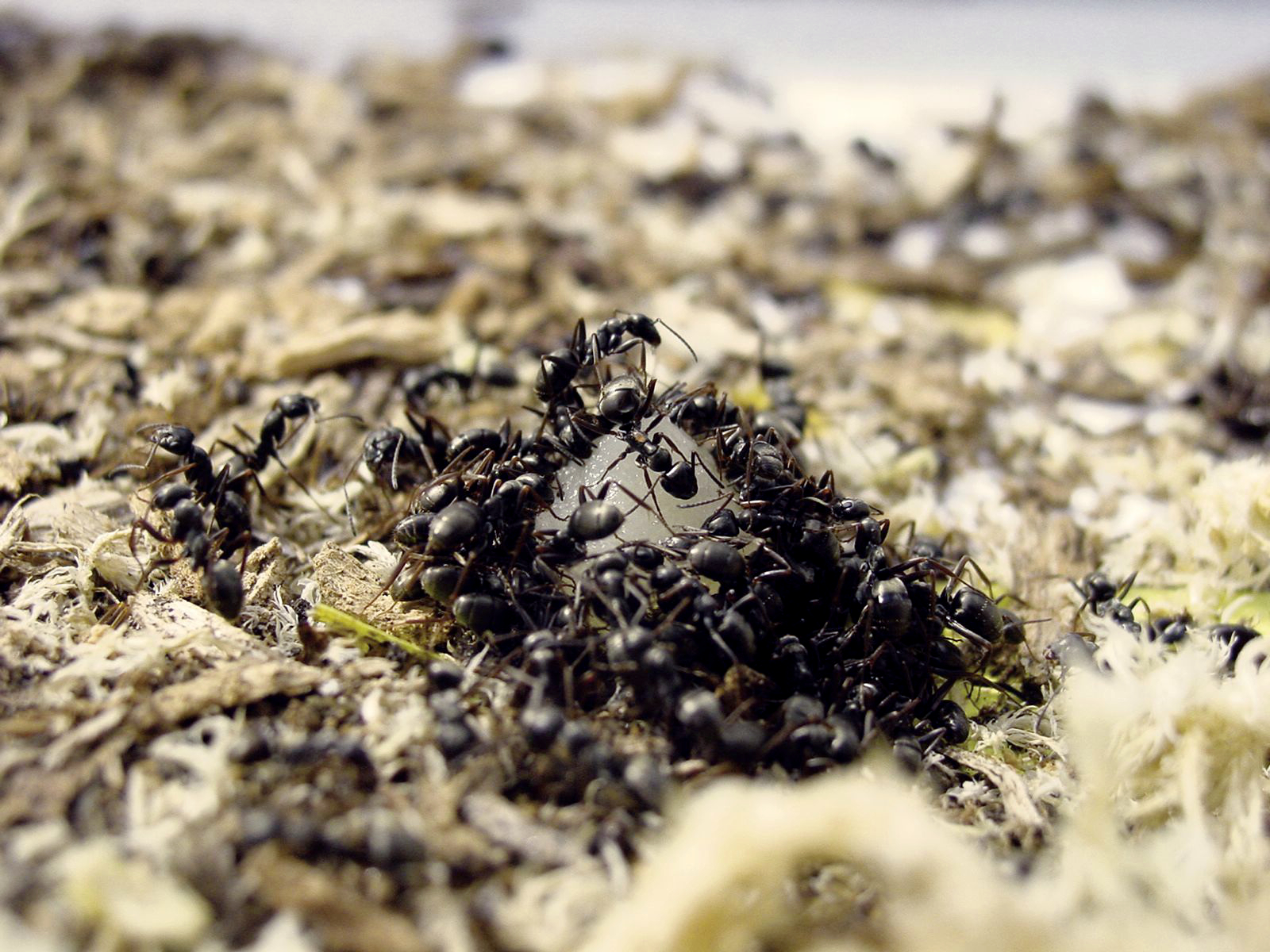
Robotnice
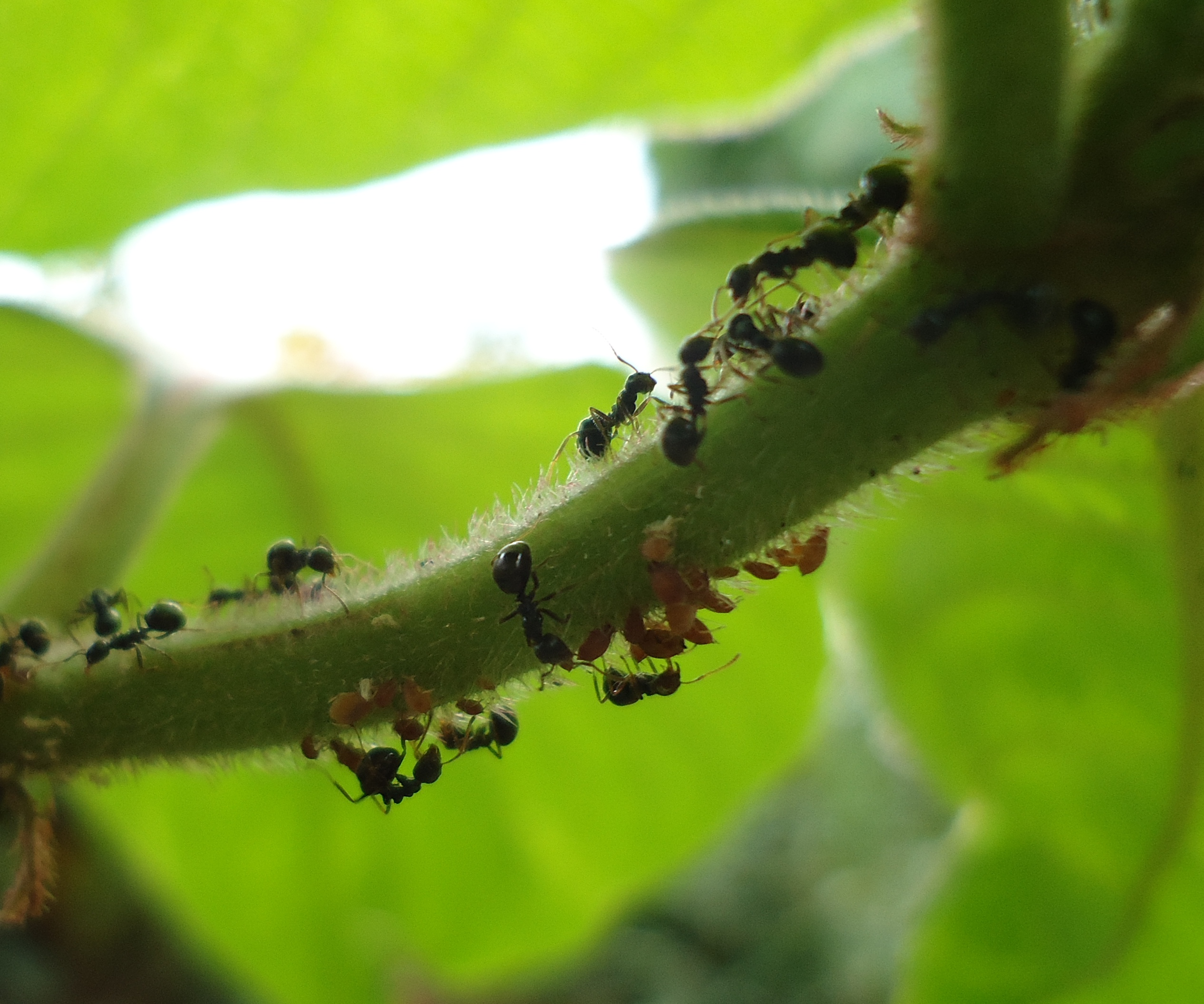
Pierwomrówki łagodne doglądające mszczyc
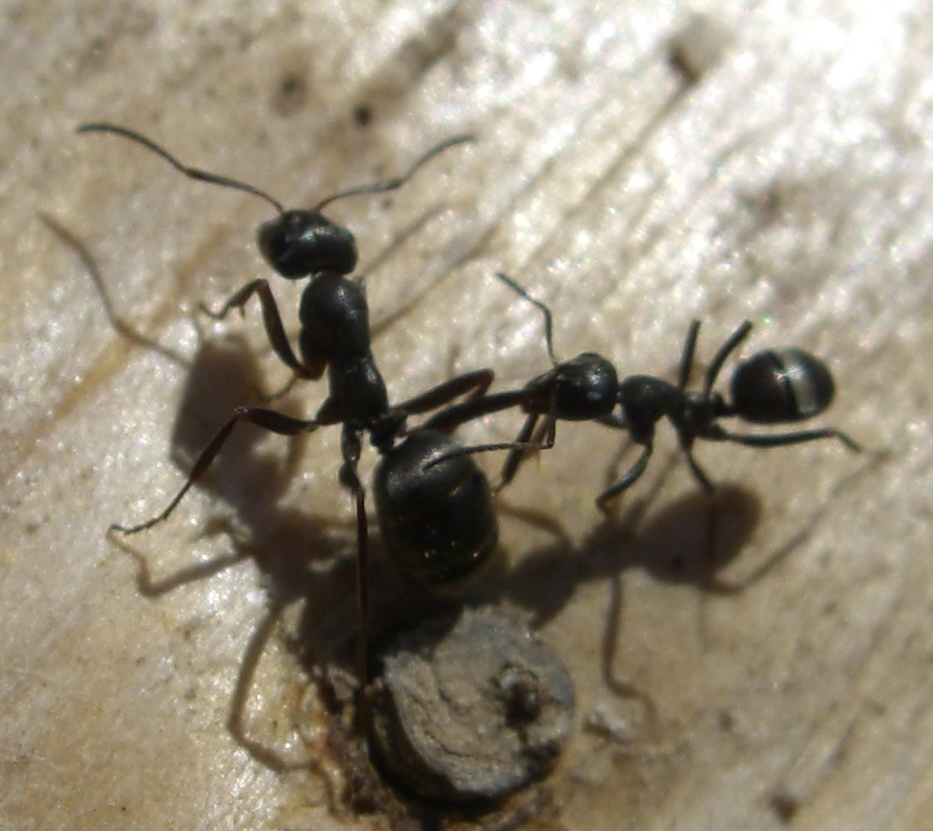
Hurtnica pospolita atakująca Pierwomrówkę łagodną